# 劉元亮
劉元亮（？—？），山東省濟南府章邱縣（現河南章丘）人，清朝政治人物、進士出身。
光緒十五年，登進士，同年五月，改翰林院庶吉士。光緒十六年四月，散館，授翰林院編修。光绪二十三年八月初一（1897年8月28日），调任廣西學政。